# Parastenophis betsileanus
Parastenophis betsileanus — вид змій родини Pseudoxyrhophiidae. Ендемік Мадагаскару. Це єдиний представник монотипового роду Parastenophis.

## Поширення і екологія
Parastenophis betsileanus поширені на сході і півночі острова Мадагаскар. Вони живуть у вологих тропічних лісах. Ведуть деревний спосіб життя, хоча трапляються і на землі. Живляться хамелеонами з роду Furcifer. Відкладають яйця.